# Premis ATV 2000
Els III Premis ATV corresponents a 2000 foren entregats per l'Acadèmia de les Ciències i les Arts de Televisió d'Espanya el 19 d'abril de 2001 en una gala celebrada al Palacio de Congresos (Campo de las Naciones) i retransmesa per Telecinco. Fou presentada per José Coronado, Boris Izaguirre i Núria Roca, que seria la dona més elegant dels premis. Hi van actuar, entre d'altres, Guaraná, Natalia Oreiro i Faith Hill.

## Guardonats
| Categoria                                | Programa                                    | Persona                                     | Resultat   |
| ---------------------------------------- | ------------------------------------------- | ------------------------------------------- | ---------- |
| Interpretació Masculina                  | El Abuelo                                   | Fernando Fernán Gómez                       | Guanyador  |
| Interpretació Masculina                  | 7 vidas                                     | Javier Cámara                               | Nominat    |
| Interpretació Masculina                  | El Comisario                                | Fernando Valverde                           | Nominat    |
| Interpretació Femenina                   | 7 Vidas                                     | Amparo Baró                                 | Guanyadora |
| Interpretació Femenina                   | Compañeros                                  | Tina Sáinz                                  | Nominada   |
| Interpretació Femenina                   | Periodistas                                 | Alicia Borrachero                           | Nominada   |
| Interpretació Femenina                   | ¡Ala... Dina!                               | Paz Padilla                                 | Nominada   |
| Comunicador de Programes d'Entreteniment | Caiga quien caiga                           | El Gran Wyoming                             | Guanyador  |
| Comunicador de Programes Informatius     | Telediario                                  | Ana Blanco                                  | Guanyadora |
| Productor Executiu                       | 25 años de Monarquía                        | José Carbajo                                | Guanyador  |
| Programa de Ficción                      | El Abuelo                                   | El Abuelo                                   | Guanyador  |
| Programa de Ficción                      | 7 Vidas                                     | 7 Vidas                                     | Nominat    |
| Programa de Ficción                      | El Comisario                                | El Comisario                                | Nominat    |
| Programa de variedades y concursos       | Las noticias del guiñol                     | Las noticias del guiñol                     | Guanyador  |
| Magazine, Talk show                      | Caiga quien caiga                           | Caiga quien caiga                           | Guanyador  |
| Programa Informatiu                      | Telediario                                  | Telediario                                  | Guanyador  |
| Programa Infantil                        | El conciertazo                              | El conciertazo                              | Guanyador  |
| Programa Divulgatiu                      | Versión española                            | Versión española                            | Guanyador  |
| Programa Esportiu                        | Retransmissió Copa Davis                    | Retransmissió Copa Davis                    | Guanyador  |
| Programa autonòmic                       | El color de la vida: homenaje a Carlos Cano | El color de la vida: homenaje a Carlos Cano | Guanyador  |
| Direcció                                 | Ésta es mi tierra                           | Ésta es mi tierra                           | Guanyador  |
| Direcció                                 | El Abuelo                                   | El Abuelo                                   | Nominat    |
| Direcció                                 | El comisario                                | El comisario                                | Nominat    |
| Realització                              | Jocs Olímpics de Sydney                     | Jocs Olímpics de Sydney                     | Guanyador  |
| Guió                                     | El Abuelo                                   | El Abuelo                                   | Guanyador  |
| Direcció Artística                       | El comisario                                | El comisario                                | Guanyador  |
| Fotografia                               | Un país en la mochila                       | Un país en la mochila                       | Guanyador  |
| Fotografia                               | El Abuelo                                   | El Abuelo                                   | Nominat    |
| Música Original                          | Un país en la mochila                       | Un país en la mochila                       | Guanyador  |
| Música Original                          | El Abuelo                                   | El Abuelo                                   | Nominat    |
| Canal Temàtic                            | Canal 24 horas                              | Canal 24 horas                              | Guanyador  |
| Premi Especial a tota una vida           | Matías Prats Cañete                         | Matías Prats Cañete                         | Guanyador  |